# Рокітно (Мендзижецький повіт)
Рокітно (пол. Rokitno) — село в Польщі, у гміні Пшиточна Мендзижецького повіту Любуського воєводства.
Населення — 637 осіб (2011).
У 1975-1998 роках село належало до Гожовського воєводства.

## Демографія
Демографічна структура станом на 31 березня 2011 року:
|          | Загалом | Допрацездатний вік | Працездатний вік | Постпрацездатний вік |
| -------- | ------- | ------------------ | ---------------- | -------------------- |
| Чоловіки | 428     | 50                 | 340              | 38                   |
| Жінки    | 209     | 38                 | 121              | 50                   |
| Разом    | 637     | 88                 | 461              | 88                   |